# لوتهال
لوتهال (باللغة الغوجاراتية લોથલ ، حرفيا «جبل الموتى») هو موقع أثري في الهند، ويعتقد أن بناء المدينة قد بدأ حوالي عام 2200 قبل الميلاد، أُكتشف الموقع في 1954.

## الاكتشاف
اكتشفت هيئة المسح الأثري الهندية (ASI)، وهي الوكالة الحكومية الهندية الرسمية للحفاظ على الآثار القديمة، موقع لوثال في عام 1954. وبدأت أعمال التنقيب في لوثال في 13 فبراير 1955 واستمرت حتى 19 مايو 1960.
وفقًا لـ ASI، يمكن القول إن لوذال كانت تحتوي على أقدم رصيف معروف في العالم ، والذي ربط المدينة بمسار قديم لنهر سابارماتي على طريق التجارة. امتد طريق التجارة هذا بين مدن هارابان في السند (باكستان) وشبه جزيرة سوراشترا حيث كانت صحراء كوتش المحيطة اليوم جزءًا من بحر العرب.
رُشّح موقع لوثال، في أبريل 2014، كموقع للتراث العالمي لليونسكو.

## مقالات ذات صلة
- حضارة وادي السند
- حضارات ما قبل التاريخ
- موهينجو دارو
- مهرغاره
- هارابا